# Закличин
Закличин (пол. Zakliczyn) — город в Польше, входит в Малопольское воеводство, Тарнувский повят. Имеет статус городско-сельской гмины. Занимает площадь 4,02 км². Население — 1546 человек (на 2006 год).

## История
Статус города получил 1 января 2006 года.